# Brennraum

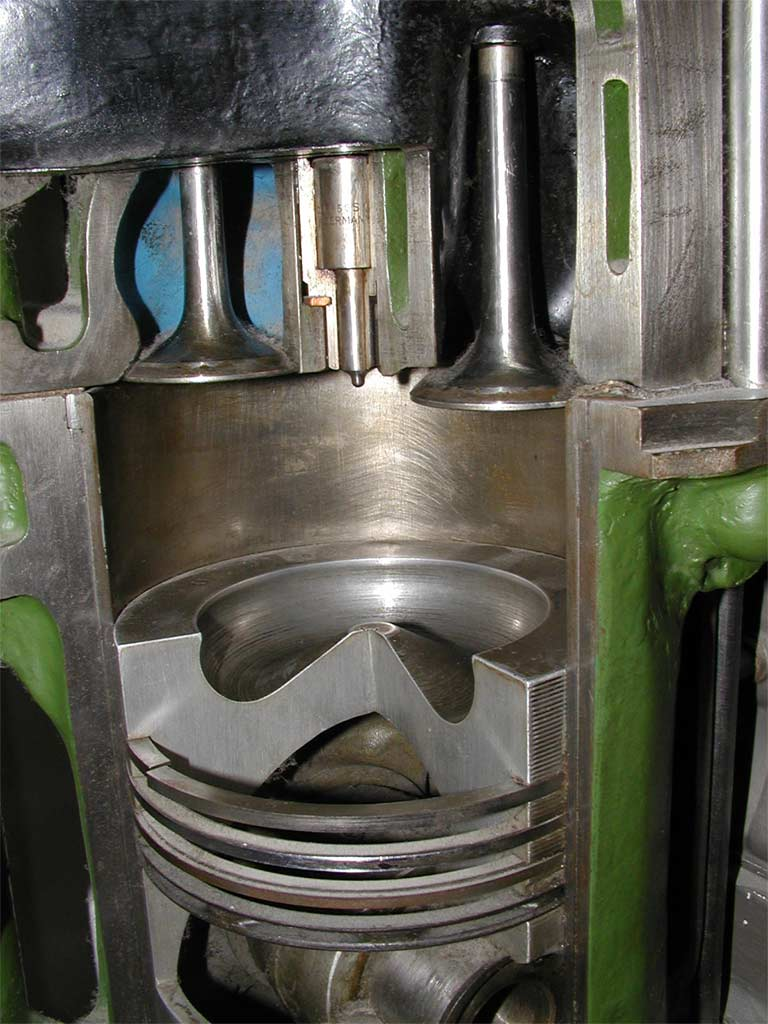
Vertiefung im Kolben als Brennraum eines Dieselmotors

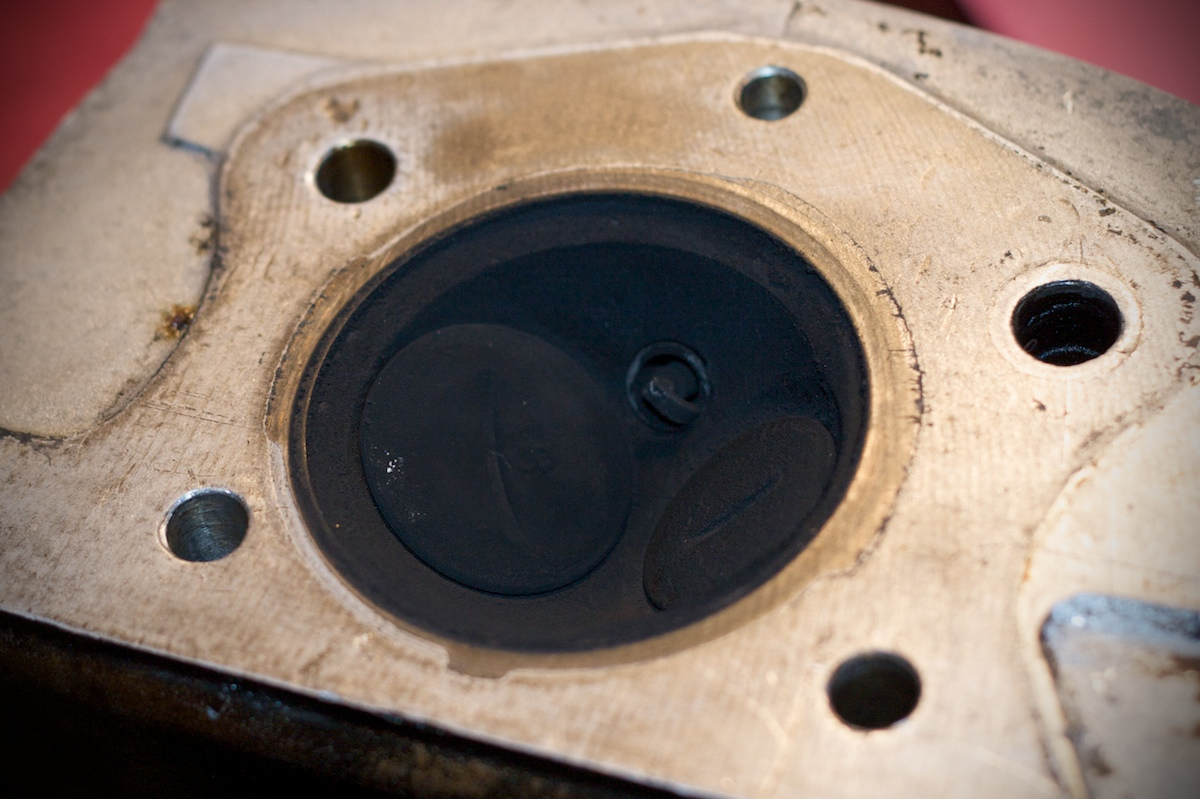
Aussparung im Zylinderkopf als Brennraum

Ein Brennraum ist der in einem Verbrennungsmotor während der Zündung an den Kolben grenzende gasgefüllte Raum, in dem die Verbrennung beginnt.
Im üblichen Hubkolbenmotor durchläuft der Kolben vorher und nachher den Hubraum.
Anders ist hingegen der Verbrennungsraum bei Verbrennungsmotoren definiert, nämlich als „allseitig vom Arbeitszylinder und Zylinderdeckel und dem oder den Kolben umschlossener Raum“. Er „ändert seine Größe während des Arbeitsspieles“. Nebenkammern gehören mit zum Verbrennungsraum, wenn sie zu ihm offen sind.
In der einfachsten Ausführung als Zweitaktmotor wird der Brennraum vom Zylinderdeckel mit Zündkerze, dem Kolben mit den Kolbenringen, und zu einem geringen Teil vom Zylinder umgrenzt. Beim üblichen Viertaktmotor kommen dessen Ventile im Zylinderkopf hinzu.
Im Rotationskolbenmotor wird der Brennraum vom Kolben und der Gehäusewand begrenzt.
Der Brennraum muss gasdicht sein, um den Motor starten zu können. Die Abdichtung ist anspruchsvoll, weil im Betrieb hohe Temperaturen und Drücke auftreten.

## Gestaltungsmöglichkeiten
Durch die Form des Brennraums wird Einfluss auf die Durchmischung des Gases mit Brennstoff, den Ablauf der Verbrennung und den resultierenden Druck auf den Kolben genommen. Die Form des Brennraums beeinflusst maßgeblich den Kraftstoffverbrauch, die Leistung und die Klopfneigung eines Motors.
Der Brennraum von Zweitaktern ist ohne Ventile frei gestaltbar, aber sie haben andere Nachteile. Bei Rotationskolbenmotoren ist die Brennraumform ungünstig, was zu ihren grundlegenden Nachteilen zählt.
Bei Viertakt-Hubkolbenmotoren sind Ventilanordnung und Brennraumform eng miteinander verknüpft.
Bei Zweiventil-Konstruktionen ist die Vielfalt am größten:
Parallel hängende Ventilen können parallel zur Zylinderlängsachse angeordnet sein, dann ist der Brennraum meist eine Mulde im Zylinderkopf um die Ventile herum.
Wenn sie zur Zylinderlängsachse geneigt sind, ist der Brennraum in der Regel keilförmig gestaltet. Die kopfseitige Schräge des Keiles trägt dann die Ventile, die Zündkerze liegt der Spitze gegenüber. Ein möglichst großer Teil der Brennraumwand ist als „Quetschfläche“ ausgebildet, das heißt im oberen Totpunkt kommt der Kolbenfläche der Zylinderkopfwand so nah wie möglich. Diese Form wurde von Harry Ricardo ursprünglich für Motoren mit stehenden Ventilen entwickelt und erlaubt relativ hohe Verdichtungsverhältnisse.
Schon in der Frühzeit des Automobilbaus zu Beginn des 20. Jahrhunderts wurde bei Hochleistungsmotoren mit V-förmig zueinander stehenden Ventilen und einem halbkugelförmigen Brennraum gearbeitet. Dieser bietet in alle Richtungen gleichmäßige Flammwege und ein sehr günstiges Verhältnis von Oberfläche zu Volumen und damit geringe Wärmeverluste; die Ventile stehen dann in 90 Grad zueinander. Mit höher werdenden Verdichtungsverhältnissen und kleineren Hubverhältnissen zeigte sich aber, dass wegen des großen Volumens der Halbkugel der Kolbenboden ungünstig weit hochgewölbt werden muss, wenn hohe Verdichtungen gewünscht sind. Dadurch bekommt der Brennraum eine Sichelform, was für die Ausbreitung der Verbrennung sehr ungünstig ist. Deswegen wurden ab den fünfziger Jahren Motoren mit kleineren Ventilwinkeln entwickelt, deren Brennraum nur noch eine Kugelkalotte und keine volle Halbkugel mehr war, wodurch die Effizienz dieser Brennräume gesteigert wurde.
Bei Vierventilkonstruktionen sind die Brennräume in der Regel dachförmig, die Ventilpaare stehen dann in sich parallel jeweils auf einer der Dachflächen.
Bei den meisten praktischen Anwendungen bedeckt die Brennraummulde nicht die gesamte Fläche der Zylinderbohrung, sondern ist im Durchmesser deutlich kleiner. Der Kolben wird dann im Randbereich der Bohrung so nah wie möglich an die sich ergebende ebene Fläche des Zylinderkopfes herangeführt. Im Verdichtungsvorgang wird dann das in diesem Randbereich befindliche Gemisch mit hoher Geschwindigkeit herausgequetscht und sorgt für eine schnelle Durchwirbelung und damit eine gute Verbrennung des Gemischs. Deswegen wird diese Konstruktion als Quetschkante bezeichnet.
Bei Rotationskolbenmotoren gibt es
- Umfangseinlässe, Umfangsauslässe
- Seiteneinlässe, Seitenauslässe

Die seitliche Ausführung ermöglicht geringeren Verbrauch und niedrigere Emissionen. Die Brennraumform bleibt davon aber unberührt.

## Sonderformen

### Heronkopf
Als Sonderbauformen von Brennräumen gilt der Heron-Kopf, bei dem der Brennraum vollständig im Kolbenboden liegt und der Zylinderkopf vollständig eben ist. Diese Konstruktion ist einfach zu fertigen, weil der Zylinderkopf nur plan bearbeitet werden muss, hat aber wegen der zwangsweise kleinen Ventile Nachteile bei der Leistungsentfaltung und bedingt zudem einen großen und schweren Kolben. Die bekanntesten Vertreter dieser Konstruktion sind der Mitteldruck-Motor der Audis der 1960er Jahre, der Boxer-Motor des Alfasud, die V-Motoren von Moto Morini aus den 1970er Jahren und die V-Motoren der kleinen Baureihe von Moto Guzzi.

### Hemikopf

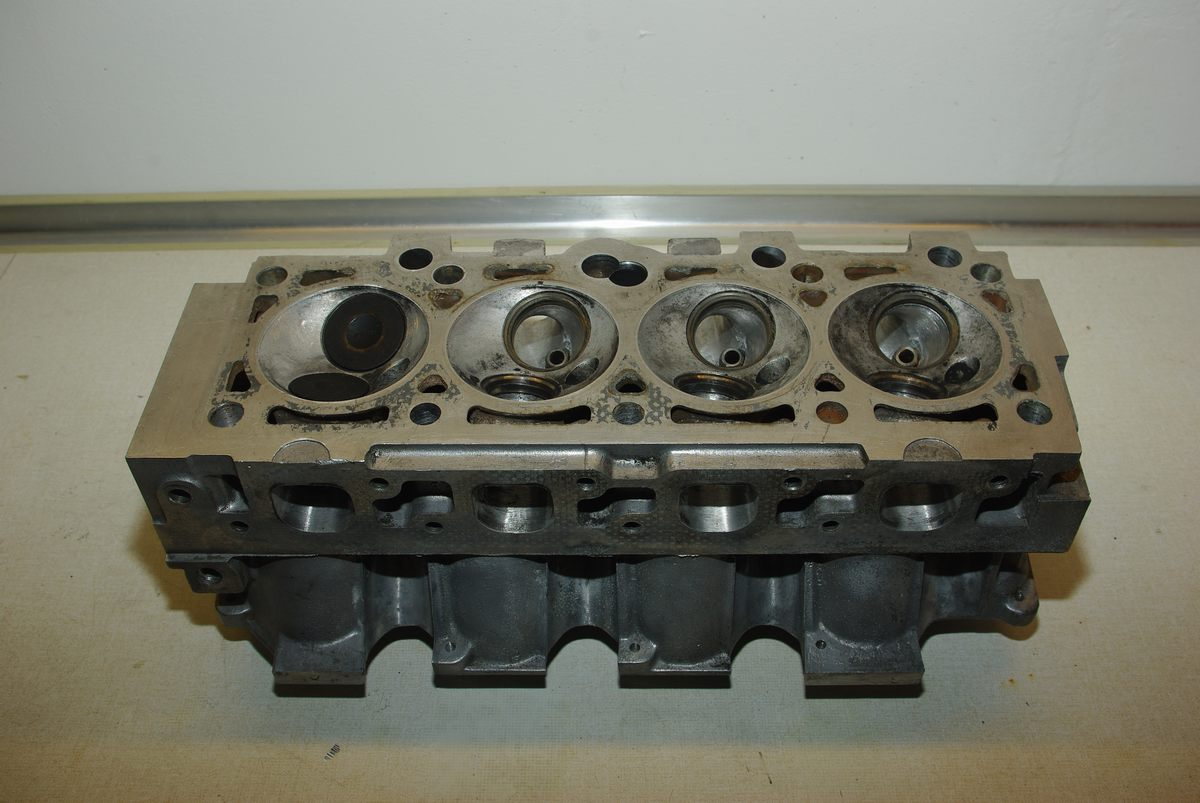
Hemisphärische Brennräume, Ford CVH

Die Abkürzung Hemi (hemispherically-shaped combustion chambers) bezeichnet einen Motor mit halbkugelförmigen (hemisphärischen) Brennräumen Hemi-Motor. Die Brennräume in den Zylinderköpfen sind halbkugelförmig gearbeitet, sodass sie ein günstiges Verhältnis von Volumen zu Oberfläche haben und große Ventildurchmesser möglich sind. Mit einem ebenen Kolbenboden ergibt sich durch das große Volumen des so geformten Brennraums bei modernen kurzhubigen Motoren ein unerwünscht niedriges Verdichtungsverhältnis, weshalb der Kolbenboden bei Hemi-Motoren meist hochgewölbt ausgeführt ist. Um dabei die Kollision mit den ganz oder teilweise geöffneten Ventilen zu vermeiden, sind in den Kolbenboden meist sogenannte Ventiltaschen eingefräst.

### Dreikugel-Wirbelwanne
Eine weitere Sonderform ist die Dreikugel-Wirbelwanne. Bei dieser von BMW in den Motorenbaureihen M10 und M30 lange Zeit favorisierten Konstruktion sind um die beiden Ventile und die Zündkerze jeweils kleine Kugelkalotten angeordnet und der Kolbenboden trägt eine ovale Mulde. Diese Auslegung sollte die Laufruhe verbessern, schränkte aber die Leistungsfähigkeit ein, weswegen sie bei Leistungssteigerungen meist in eine Halbkugelform umgearbeitet wurde.

### Fireball-Brennraum
Der vom Schweizer Ingenieur May entwickelte Fireball-Brennraum ähnelt um das Einlassventil herum einem Heronkopf und hat eine sehr kleine Brennraummulde direkt vor dem Auslassventil und ein sehr hohes Verdichtungsverhältnis. Dadurch ist der Motor im niedrigen bis mittleren Lastbereich sparsam, allerdings um den Preis von Leistungseinbußen im oberen Lastbereich. Letzteres spielte bei der einzigen kommerziellen Anwendung dieses Prinzips, der HE-Variante des Zwölfzylindermotors von Jaguar, keine Rolle.

### G- und M-Motor
Eine Brennraumvariante für Dieselmotoren ist der des G- und M-Brennverfahrens der MAN. Hier ist der Zylinderkopf völlig plan und der Brennraum liegt als tiefe hohlkugelförmige Mulde im Kolbenboden. In dieser Mulde rotiert die angesaugte Luft sehr schnell und löst den an die Wand der Brennraummulde eingespritzten Kraftstoff nach und nach ab.